# 卡普斯佳內 (文尼察州)
48°31′57″N 29°1′43″E / 48.53250°N 29.02861°E

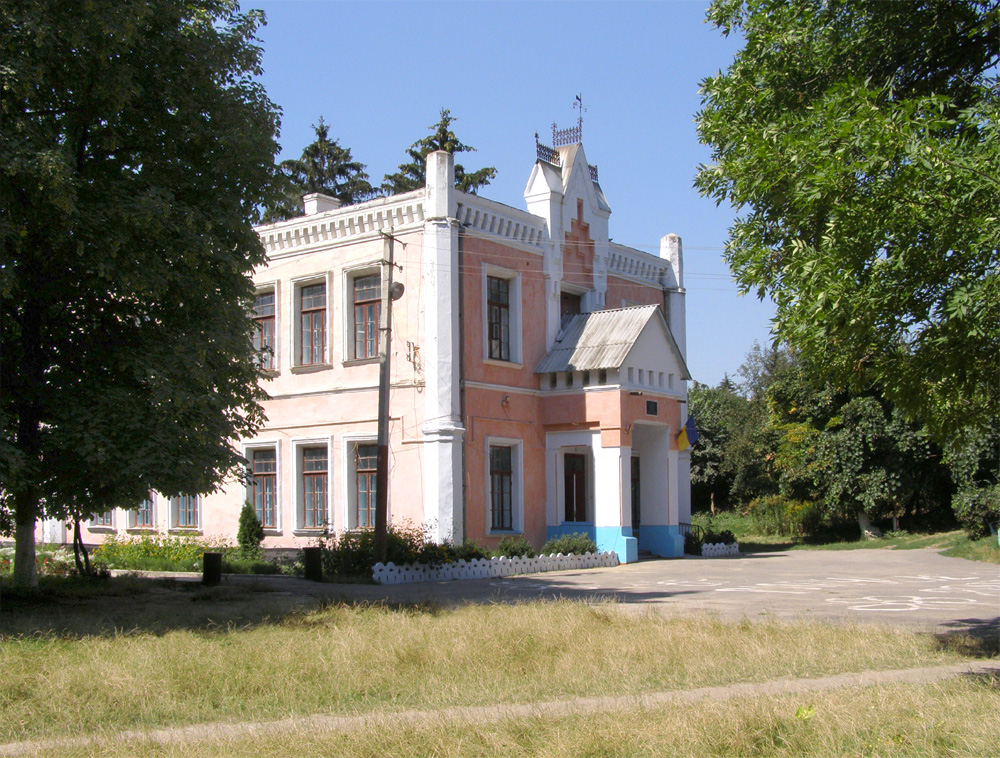
伊格納奇·什琴尼奧夫斯基 (Ignacy Szczeniowski) 建造的宮殿

卡普斯佳內（羅馬化：Kapustiany）是位於烏克蘭西部文尼察州海辛區特羅斯佳涅茨市鎮的村莊，始建於1629年，面積5.04平方公里，海拔高度242米，2001年人口2,061。